# Дълга нощ през 1943-та
„Дълга нощ през 1943-та“ (на италиански: La lunga notte del '43) е военна драма от 1960 година, чието действие се развива по време на десанта на съюзническите сили и Италианската социална република през 1943 година като част от Втората световна война. Сценарият за филма е адаптиран от Пиер Паоло Пазолини. През 2008 година филмът е избран да попадне в списъка на „100-те италиански филма, които трябва да бъдат съхранени“.

## Сюжет
Младата съпруга на собственик на фабрика за производство на инвалидни колички започва любовна афера с италиански войник, дезертирал от армията, точно когато местният фанатичен фашистки лидер започва кървава саморазправа с противниците си, за да завземе властта. Един от опонентите му се оказва бащата на дезертьора.

## В ролите
- Белинда Лий като Анна Барилари
- Габриеле Ферцети като Франко Вилани
- Енрико Мария Салерно като Пино Барилари
- Джино Черви като Карло Аретузи
- Андрея Чечи като фармацевта
- Нерио Бернарди като адвокат Вилани
- Иса Куерио като госпожа Вилани
- Рафаела Пелони като Инес, сестрата на Франко
- Лорис Базоки като Венсан
- Карло Ди Маджо като полковник Болонези
- Алис Клементс като Бланш Вилани, съпругата на Франко

## Награди и номинации
- Награда за най-добър продуцент на Алесандро Джаковони от Фестивала за неореалистично кино в Авелино, Италия през 1961 година.
- Награда Златен бокал за най-добър режисьор на Флорестано Ванчини от 1961 година.
- Награда Сребърна лента на „Италианския национален синдикат на филмовите журналисти“ за най-добра второстепенна мъжка роля на Енрико Мария Салерно от 1961 година.
- Награда за най-добър режисьорски дебют в киното на Флорестано Ванчини от Международния кинофестивал във Венеция, Италия през 1960 година.
- Номинация за Сребърна лента на „Италианския национален синдикат на филмовите журналисти“ за най-добра сценография на Карло Егиди от 1961 година.
- Номинация за Златен лъв за най-добър филм от Международния кинофестивал във Венеция, Италия през 1960 година.[1]